# 20503 Adamtazi
20503 Adamtazi este un asteroid din centura principală de asteroizi.

## Descriere
20503 Adamtazi este un asteroid din centura principală de asteroizi. A fost descoperit pe 7 septembrie 1999 la Socorro, New Mexico, în cadrul proiectului LINEAR. Asteroidul prezintă o orbită caracterizată de o semiaxă mare de 2,99 ua, o excentricitate de 0,08 și o înclinație de 2,6° în raport cu ecliptica.